# Химна Катара
Химна Катара носи назив al-Salām al-Amīrī (арап. السلام الأميري, „Мир емиру“, односно „Мир принцу“). Саставио ју је Шејх Мубарак ибн Сејф ел Тани, а музику је компоновао Абдулазиз Насер ел Фахру.
Званични назив Кувајтске химне је у периоду између 1951–1978. такође био al-Salam al-Amiri.

## Историја и употреба
Химна је представљена децембра 1996. године приликом устоличења Шејха Хамада ибн Халифе ел Танија на престо.
По први пут је употребљена на састанку Заливског Већа за сарадњу, одржаном у Катару у децембру 1996. године.
Године 2015, Шејх Мубарак Сејф ел Тани поклонио је први писани документ химне Катарском народном музеју, где ће бити изложен.
| Арапски оригинал | Транскрипција | Српски превод |
| قسماً قسماً بمن رفع السماء قسماً بمن نشر الضياء قطر ستبقى حرة تسمو بروح الاوفياء سيروا على نهج الألى وعلى ضياء الأنبياء قطر بقلبي سيرة عز وأمجاد الإباء قطر الرجال الاولين حماتنا يوم النداء وخمائم يوم السلام جوارح يوم الفداء قسما قسما بمن رفع السماء قسما بمن نشر الضياء قطر ستبقى حرة تسمو بروح الأوفياء | Qasaman Qasaman bi-man rafaʿa al-samāʾ Qasaman bi-man našara al-ḍiyāʾ Qaṭarun satabqā ḥuratan Tasmū bi-rūḥi al-aufiyāʾ Sīrū ʿalā nuhaǧi al-ulā wa-ʿalā ḍiyāʾi al-anbiyāʾ Qaṭarun bi-qalbī sīra ʿAz wa-amǧādu al-ibāʾ Qaṭaruni al-riǧāla al-awwalin Ḥumātunā yawma al-nidāʾ Wa-ḥamaʾimuni yawm al-salām Ǧawāriḥa yawma al-fidāʾ Qasaman bi-man rafaʿa al-samāʾ Qasaman bi-man našara al-ḍiyāʾ Qaṭarun saṭbaqā ḥuratan Tasmū bi-rūḥi al-aufiyāʾ | Заклињемо се Заклињемо се у име Онога који подиже Небо Заклињемо се у име Онога који створи Светло Катар ће заувек слободан бити Уздигнут душама праведника Које иду напред стазама предака И прате светлост Пророкâ Катар је пут у моме срцу Који поштује достигнућа наших предака Катар је земља првих људи Који су наш штит када затреба А голубице постају у доба мира, И ратници постају у доба жртвовања. Заклињемо се у име Онога који подиже Небо Заклињемо се у име Онога који створи Светло: Катар ће заувек слободан бити, Уздигнут душама праведника |